# Stanley Ohawuchi
Stanley Nka Ohawuchi (Bayelsa, 27 maggio 1990) è un calciatore nigeriano, attaccante del Muşspor.

## Carriera

### Club
Nella stagione 2008-2009 ha segnato 14 reti ella massima serie nigeriana con il Bayelsa United. Successivamente ha giocato sempre in Nigeria anche con l'Heartland. Nel 2012 gioca per alcuni mesi con l'Atletico Baleares, con cui colleziona 8 presenze senza reti in Segunda División B, la quarta serie spagnola; a fine stagione la sua squadra vince il campionato, venendo così promossa nella categoria superiore. Dalla stagione 2012-2013 gioca nel campionato maltese con lo Sliema Wanderers; chiude la sua prima stagione con 6 gol segnati in 9 presenze. Viene riconfermato anche per la stagione successiva, realizzando una rete all'esordio nelle coppe europee, nella partita pareggiata per 1-1 il 4 luglio 2013 contro gli azeri dello Xəzər-Lənkəran, valida per il primo turno preliminare di Europa League; gioca da titolare anche nella partita di ritorno, al termine della quale la sua squadra viene eliminata dalla competizione. Nel corso della stagione 2013-2014 segna 21 gol in campionato, grazie ai quali diventa il capocannoniere della competizione. Inizia la stagione 2014-2015 andando a segno nella partita dei preliminari di Europa League pareggiata per 1-1 contro gli ungheresi del Ferencvaros, nella quale realizza la rete del momentaneo 1-0 in favore della sua squadra. Scende in campo anche nella partita di ritorno, nella quale la sua squadra perde 2-1 e viene eliminata dalla manifestazione. Nell'agosto 2014 viene ceduto al Wadi Degla, club neopromosso nella massima serie egiziana. Segna il suo primo gol egiziano il 2 ottobre 2014, nella partita di campionato vinta in casa per 1-0 contro l'El Shorta; chiude il suo primo anno in Egitto con 16 reti in 36 partite giocate, mentre l'anno seguente va a segno 11 volte in 26 partite. Nel 2016 si trasferisce allo Zamalek, sempre nella prima divisione egiziana; con i biancorossi fa anche il suo esordio in CAF Champions League, competizione nella quale realizza 2 reti in 5 presenze. Sempre con lo Zamalek nel 2016 vince la Coppa d'Egitto. In seguito gioca nella prima divisione dell'Arabia Saudita ed in quella degli Emirati Arabi Uniti.

### Nazionale
Nel 2009 ha giocato tre partite del Mondiale Under-20 in Egitto per la nazionale nigeriana Under-20. Nel 2011 è stato convocato con la sua nazionale al campionato africano di calcio Under-23, nel quale non è mai sceso in campo.

## Statistiche

### Presenze e reti nei club
Statistiche aggiornate al 16 marzo 2018.
| Stagione                | Squadra                 | Campionato              | Campionato | Campionato | Coppe nazionali | Coppe nazionali | Coppe nazionali | Coppe continentali | Coppe continentali | Coppe continentali | Altre coppe | Altre coppe | Altre coppe | Totale | Totale |
| Stagione                | Squadra                 | Comp                    | Pres       | Reti       | Comp            | Pres            | Reti            | Comp               | Pres               | Reti               | Comp        | Pres        | Reti        | Pres   | Reti   |
| ----------------------- | ----------------------- | ----------------------- | ---------- | ---------- | --------------- | --------------- | --------------- | ------------------ | ------------------ | ------------------ | ----------- | ----------- | ----------- | ------ | ------ |
| 2011-2012               | Atlético Baleares       | SDB                     | 8          | 0          | CR              | 0               | 0               | -                  | -                  | -                  | -           | -           | -           | 8      | 0      |
| 2012-2013               | Sliema Wanderers        | PL                      | 1+8        | 1+5        | MC              | -               | -               | -                  | -                  | -                  | -           | -           | -           | 9      | 6      |
| 2013-2014               | Sliema Wanderers        | PL                      | 18+9       | 15+6       | MC              | 4               | 1               | UEL                | 2                  | 1                  | -           | -           | -           | 33     | 23     |
| ago. 2014               | Sliema Wanderers        | PL                      | 0          | 0          | MC              | 0               | 0               | UEL                | 2                  | 1                  | -           | -           | -           | 2      | 1      |
| Totale Sliema Wanderers | Totale Sliema Wanderers | Totale Sliema Wanderers | 19+17      | 16+11      |                 | 4               | 1               |                    | 4                  | 2                  |             | -           | -           | 44     | 30     |
| ago. 2014-2015          | Wadi Degla              | PL                      | 36         | 16         | CE              | 2               | 1               | -                  | -                  | -                  | -           | -           | -           | 38     | 17     |
| 2015-2016               | Wadi Degla              | PL                      | 26         | 11         | CE              | 2               | 0               | -                  | -                  | -                  | -           | -           | -           | 28     | 11     |
| Totale Wadi Degla       | Totale Wadi Degla       | Totale Wadi Degla       | 62         | 27         |                 | 4               | 1               |                    | -                  | -                  |             | -           | -           | 66     | 28     |
| 2016-2017               | Zamalek                 | PL                      | 25         | 6          | CE+CE           | 2+1             | 0+1             | CCL+CCL            | 5+8                | 2+3                | SE          | 1           | 0           | 42     | 12     |
| 2017-2018               | Al-Qadisiyya            | SPL                     | 22         | 4          | CPC             | 3               | 0               | -                  | -                  | -                  | KCC         | 0           | 0           | 25     | 4      |
| Totale carriera         | Totale carriera         | Totale carriera         | 153        | 64         |                 | 14              | 3               |                    | 17                 | 7                  |             | 1           | 0           | 185    | 74     |

## Palmarès

### Club

#### Competizioni nazionali
- Coppa d'Egitto: 1

Zamalek: 2015-2016

### Individuale
- Capocannoniere del campionato maltese: 1

2013-2014 (21 gol)
- Egyptian Premier League Team of the Year: 1[12]

2014-2015
- Capocannoniere del campionato egiziano: 1

2015-2016 (11 gol)